# Partido Obrero de Unificación Marxista
Partido Obrero de Unificación Marxista (POUM, českým názvem Dělnická strana marxistického sjednocení) byla španělská komunistická antistalinistická strana existující během Druhé republiky (založena 1935), většího vlivu nabyla během občanské války (především pak v Katalánsku a ve Valencii). Vznikla sloučením stoupenců dvou antistalinistických proudů v rámci komunistického hnutí ve Španělsku: trockistické Levé opozice a tzv. bucharinovské Pravé opozice. Cílem strany byla demokratická socialistická revoluce. POUM udržovala spojení s komunistickými disidentskými stranami Evropy.

## Historie

### Vznik strany
Strana POUM (zkratka byla údajně inspirována zvukem výstřelu brokovnice, ve španělštině popisovaného jako "¡POUM!") byla založena 29. září 1935 v Barceloně. Strana vznikla sloučením trockistické Komunistické levice Španělska (Izquierda Comunista de España), vedené Andrésem Ninem (zakládající člen Komunistické strany Španělska, ve 20. letech kritik Stalina) a zastánců tzv. bucharinovské pravé opozice sdružených v Dělnicko-rolnickém bloku (Bloc Obrer i Camperol). Lev Trockij s fúzí nesouhlasil a vznik strany nepodporoval.

### Španělská občanská válka
V prvních týdnech občanské války se zapojila POUM do zabírání půdy a továren, zorganizovala také dělnické milice (ve kterých bojoval mimo jiné i George Orwell, své zážitky popsal v knize Hold Katalánsku) s přibližně 10 000 členy . Z původních 8 tisíc vzrostl počet straníků na 35 tisíc. Přes prvotní váhání se připojila k Lidové frontě, Nin vstoupil do katalánské vlády (přes odpor některých trockistů, tzv. Bolševiků-leninců). Postupně narůstaly rozpory mezi POUM a stalinistickou Komunistickou stranou Španělska, které vyvrcholily v násilné střety v květnu 1937. Následně byla POUM spolu s anarchisty zakázána a její členové pronásledováni (Nin byl uvězněn a popraven).